# Дудник
Ду́дник, или анге́лика (лат. Angélica) — род травянистых растений семейства Зонтичные (Apiaceae). Родиной растения считают север Евразии.
В корнях многих видов содержатся кумарин и дубильные вещества. Некоторые виды используются как лекарственные растения, а также в кондитерской и ликёро-водочной промышленности.

## Ботаническое описание

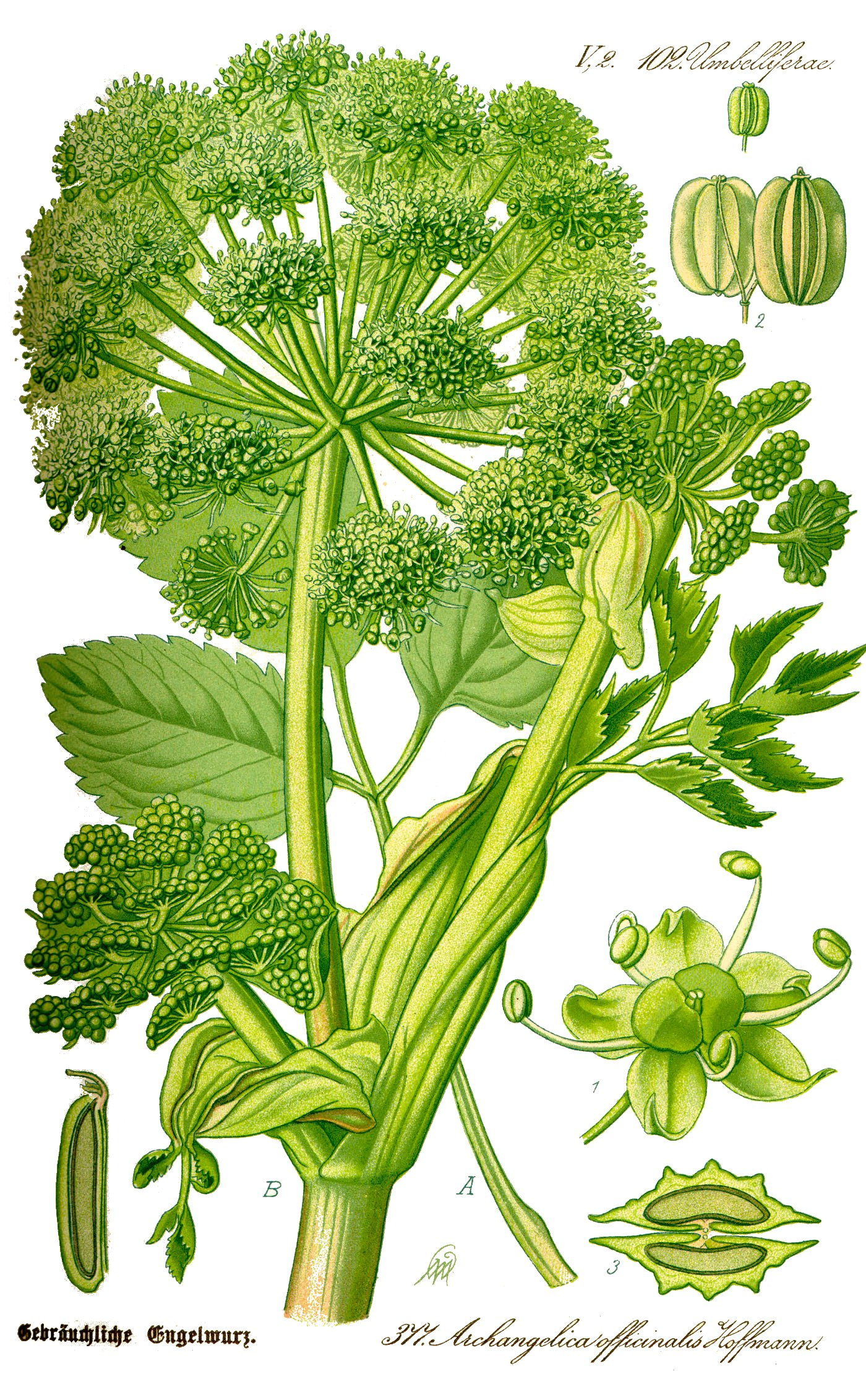
Дудник лекарственный.

Двулетние или многолетние травянистые растения со стержневым корнем.
Стебель дудчатый, 30—90 см длиной. Некоторые экземпляры до 2,5 м.
Листья дважды или трижды перисто-рассечённые.
Цветки мелкие белые, зеленовато-жёлтые или розоватые, собраны в сложные зонтики, лепестки ланцетовидные или эллиптические.
Плоды сплюснутые со спинки, с крыловидными краевыми рёбрами, ширококрылые.

## Распространение и экология
Представители рода произрастают в Северном полушарии и Новой Зеландии.
Растения предпочитают луга, редколесья, поляны, опушки лесов.

## Этимология
Angelica — родовое научное название — происходит от латинского слова angelus («ангел», «божий вестник»): на лекарственные свойства растения, по преданию, указал ангел.

## Классификация

### Таксономия
Род Дудник входит в семейство Зонтичные (Apiaceae) порядка Зонтикоцветные (Apiales). Кладограмма в соответствии с Системой APG IV:
|  |                                      |  |                                   |                                   |                     |  | ещё 6 семейств |               |               |                                                                   |
|  |                                      |  |                                   |                                   |                     |  |                |               |               | в род включается 107 видов и 24 таксона неопределенного положения |
|  |                                      |  |                                   | порядок Зонтикоцветные            |                     |  |                |               | род Дудник    |                                                                   |
|  |                                      |  |                                   | порядок Зонтикоцветные            |                     |  |                |               | род Дудник    |                                                                   |
|  | отдел Цветковые, или Покрытосеменные |  |                                   |                                   | семейство Зонтичные |  |                |               |               |                                                                   |
|  | отдел Цветковые, или Покрытосеменные |  |                                   |                                   |                     |  |                |               |               |                                                                   |
|  |                                      |  | ещё 63 порядка цветковых растений | ещё 63 порядка цветковых растений |                     |  |                | ещё 447 родов | ещё 447 родов |                                                                   |
|  |                                      |  |                                   | ещё 63 порядка цветковых растений |                     |  |                |               | ещё 447 родов |                                                                   |

### Синонимы
В синонимику рода, по данным сайта WFO, входят следующие названия:
- Agathorhiza Raf.
- Archangelica Wolf
- Callisace Fisch. ex Hoffm.
- Coelopleurum Ledeb.
- Porphyroscias Miq.
- Razulia  Raf.
- Sphenosciadium A.Gray

Сайт GRIN дополнительно выделяет следующие синонимы. 
- Angelocarpa Rupr.
- Angelophyllum Rupr.
- Epikeros Raf.
- Gomphopetalum Turcz.
- Physolophium Turcz.
- Melanosciadium H.Boissieu
- Czernaevia  Turcz. ex Ledeb.

### Виды
По данным сайта WFO на декабрь 2022 года, род насчитывает 123 вида, в том числе:
- Angelica acutiloba (Siebold & Zucc.) Kitag. — Дудник остролопастный
- Angelica adzharica Pimenov — Дудник аджарский
- Angelica ampla A.Nelson — Дудник широкий
- Angelica amurensis Schischk. — Дудник амурский
- Angelica angelicastrum (Hoffmanns. & Link) Cout.
- Angelica anomala Avé-Lall. — Дудник необычный
- Angelica archangelica L. — Дудник лекарственный, или Дягиль лекарственный
- Angelica arguta Nutt. ex Torr. & A.Gray
- Angelica atropurpurea L. — Дудник красновато-пурпурный
- Angelica biserrata (R.H.Shan & C.Q.Yuan) C.Q.Yuan & R.H.Shan
- Angelica brevicaulis (Rupr.) B.Fedtsch. — Дудник короткостебельный
- Angelica breweri A.Gray
- Angelica cartilaginomarginata (Makino ex Y.Yabe) Nakai
- Angelica cincta H.Boissieu
- Angelica czernaevia (Fisch. & C.A.Mey.) Kitag. — Дудник Черняева
- Angelica dahurica (Fisch.) Benth. & Hook.f. ex Franch. & Sav. — Дудник даурский
- Angelica dawsonii S.Watson
- Angelica decurrens (Ledeb.) B.Fedtsch. — Дудник низбегающий
- Angelica decursiva (Miq.) Franch. & Sav.
- Angelica genuflexa Nutt. ex Torr. & A.Gray — Дудник коленчатосогнутый или преломлённый/коленчатый преломлённый[7]
- Angelica gigas Nakai — Дудник гигантский
- Angelica glauca Edgew. — Дудник сизый
- Angelica gmelinii (DC.) Pimenov — Дудник Гмелина
- Angelica hendersonii J.M.Coult. & Rose
- Angelica heterocarpa J.Lloyd
- Angelica japonica A.Gray — Дудник японский
- Angelica keiskei (Miq.) Koidz.
- Angelica kingii J.M.Coult. & Rose
- Angelica koreana Maxim. — Дудник корейский
- Angelica laevis J.Gay ex Avé-Lall.
- Angelica laxifoliata Diels
- Angelica lineariloba A.Gray
- Angelica lucida L. — Дудник блестящий
- Angelica palustris (Besser) Hoffm. — Дудник болотный
- Angelica pinnata S.Watson
- Angelica polymorpha Maxim.
- Angelica pubescens Maxim. — Дудник пушистый
- Angelica razulii Gouan
- Angelica sachalinensis Maxim. — Дудник сахалинский
- Angelica scabrida Clokey & Mathias
- Angelica sinensis (Oliv.) Diels — Дудник китайский
- Angelica sylvestris L. typus[1] — Дудник лесной
- Angelica tenuisecta (Makino) Makino
- Angelica tomentosa S.Watson
- Angelica ursina (Rupr.) Maxim. — Дудник медвежий
- Angelica venenosa (Greenway) Fernald